# 漢考克之役
漢考克之役（英語：Battle of Hancock）於1862年1月5日至6日發生在西維吉尼亞和馬里蘭州，是南北戰爭中南北軍為奪得巴爾的摩俄亥俄鐵路而發動的一場戰役。
南軍軍官石牆傑克森率軍於1月1日前往馬里蘭州，4日後到達波多馬克河對面的汉考克，北軍軍官Frederick W. Lander不肯投降，南軍就不斷開火攻擊北軍，並找尋可以安全渡河的方法，但最終要撤離。